# Schonach im Schwarzwald
Schonach im Schwarzwald – miejscowość i gmina w Niemczech, w kraju związkowym Badenia-Wirtembergia, w rejencji Fryburg, w regionie Schwarzwald-Baar-Heuberg, w powiecie Schwarzwald-Baar, wchodzi w skład związku gmin Raumschaft Triberg.
W Schonach znajduje się skocznia narciarska Langenwaldschanze.Na której organizowane są zawody pucharu świata w kombinacji norweskiej.

## Współpraca
Miejscowość partnerska:
- Oberwiesenthal, Saksonia
- Ruhpolding, Bawaria